# Шептън Молит
Шептън Молит (на английски: Shepton Mallet) е град в централната източна част на област Съмърсет, Югозападна Англия. Той е административен център на община Мендип. Населението на града към 2001 година е 9700 жители.

## География
Шептън Молит е разположен в централната част на община Мендип. Градът се намира на около 190 километра западно от Лондон и на около 32 километра южно от Бристъл.

## Побратимени градове
- Болнес, Швеция